# Meelva (Lääneranna)
Koordinaten: 58° 43′ N, 23° 40′ O
Meelva ist ein Dorf (estnisch küla) in der Landgemeinde Lääneranna im Kreis Pärnu (bis 2017: Landgemeinde Lihula im Kreis Lääne) in Estland.

## Einwohnerschaft und Lage
Der Ort hat zwanzig Einwohner (Stand 31. Dezember 2011).
Er liegt sechs Kilometer von der Stadt Lihula entfernt.